# Бірґіт Трайбер
Бріґіт Трайбер  (нім. Birgit Treiber, 26 лютого 1960) — німецька плавчиня, олімпійська чемпіонка.

## Виступи на Олімпіадах
| Олімпіада     | Дисципліна                      | Місце |
| ------------- | ------------------------------- | ----- |
| Монреаль 1976 | плавання на 100 метрів на спині | 2     |
| Монреаль 1976 | плавання на 200 метрів на спині | 2     |
| Монреаль 1976 | 400 метрів, комплексне плавання | 4     |
| Монреаль 1976 | комплексна естафета 4 × 100     | 1     |
| Москва 1980   | плавання на 200 метрів на спині | 3     |